# روبرت إف. كان
روبرت إف. كان (بالإنجليزية: Robert F. Kane) هو محامي أمريكي، ولد في 15 مارس 1926 في دنفر في الولايات المتحدة، وتوفي في 22 ديسمبر 2007 في سان ماتيو في الولايات المتحدة.